# Adolf Nilsen
Adolf Gustinius Nilsen (født 3. marts 1895, død oktober 1983) var en norsk roer fra Stavanger.
Nilsen vandt en bronzemedalje ved OL 1920 i Antwerpen. Han var med i den norske otter, der desuden bestod af Karl Nag, Tollef Tollefsen, Håkon Ellingsen, Thore Michelsen, Arne Mortensen, Theodor Nag, Conrad Olsen og styrmand Thoralf Hagen. Nordmændene vandt først deres indledende heat mod Tjekkoslovakiet med over ti sekunder, men tabte derpå semifinalen til Storbritannien næsten lige så klart. De fik efterfølgende bronze, da de havde en bedre tid end Frankrig, der tabte den anden semifinale.
Nilsen var, ligesom de øvrige roere i den norske 1920-otter, medlem af Stavanger Roklub i hjembyen Stavanger.

## OL-medaljer
- 1920:  Bronze i otter